# Pietro Accolti
Pour les articles homonymes, voir Accolti.
Pietro Accolti, en italien: Pietro de Accolti de Aretio dit le cardinal d'Ancône, (né à Florence, Toscane, Italie,  le  15 mars 1455 et mort le 12 décembre 1532 à Rome) est un cardinal italien. Il est l'oncle du cardinal Benedetto Accolti (1527).

## Biographie
Accolti étudie  à l'université de Pise et est professeur à l'université de Pise et à l'université de Bologne. Il va à Rome et exerce diverses fonctions au sein de la Rote romaine, notamment abbreviatore di Parco Maggiore, auditeur à la Rote romaine, trésorier du chapitre de Cambrai, secrétaire apostolique et scriptor des lettres apostoliques. En 1505 il est nommé évêque d'Ancône et Numana. Mgr Accolti est nommé vicaire général de Rome en 1510 et nonce à Florence en 1511.
Accolti est créé cardinal par le pape Jules II lors du consistoire du 10 mars 1511. Le cardinal  Accolti est nommé administrateur de Maillezais  et de Cadix en 1511. Il est prévôt deS. Marco de Clavasio de l'ordre des Humiliati, prieur in commendam de l'abbaye bénédictine de  Rovan, prévôt in commendam de S. Abondio di Cremona de l'ordre des  Humiliati et nommé administrateur d'Arras en 1518.  Accolti est l'auteur de la bulle pontificale Exsurge Domine, publiée en 1520,  qui répudie  41 propositions de Martin Luther comme hérétique. En 1524 il est nommé administrateur de l'archidiocèse de Ravenne et du diocèse de Crémone.
Accolti participe au  conclaves de 1513 (élection de Léon X) et de 1521-1522 (élection d'Adrien VI).